# Juan Vicéns
Juan Vicéns Sastre, detto Pachín (Ciales, 7 settembre 1934 – Ponce, 18 febbraio 2007), è stato un cestista portoricano.

## Carriera
Con Porto Rico ha disputato due edizioni dei Giochi olimpici (Roma 1960, Tokyo 1964) e due dei Campionati mondiali (1959, 1963).

## Palmarès
- FIBA World Cup All-Tournament Teams: 1

1959